# Thomas Ernst (Schriftsteller)
Thomas Ernst (* 17. Juli 1974 in Mülheim an der Ruhr) ist ein deutscher Literaturwissenschaftler und Autor.

## Leben
Thomas Ernst studierte Deutsch und Philosophie in Duisburg, Bochum, Berlin und Leuven (Belgien). Er arbeitete 2005 als Gastwissenschaftler an der Columbia University in New York und nahm Lehrtätigkeiten an den Universitäten in Duisburg, Trier, Leuven/Belgien und an der Popakademie Baden-Württemberg wahr. 2008 promovierte er bei Franziska Schößler an der Universität Trier mit einer Studie über Subversive Konzepte in der deutschsprachigen Gegenwartsprosa. Von 2008 bis 2010 war er als wissenschaftlicher Mitarbeiter an der Université du Luxembourg am Institut für deutsche Sprache, Literatur und Interkulturalität tätig, von 2010 bis 2016 arbeitete er als wissenschaftlicher Mitarbeiter am Institut für Literatur- und Medienwissenschaft der Universität Duisburg-Essen. Seit Anfang 2017 lehrt er als Dozent für moderne fremde Sprachen (Deutsch) an der geisteswissenschaftlichen Fakultät der Universiteit van Amsterdam. Seit 2020 ist er auch als Dozent an der Universiteit Antwerpen tätig.
Thomas Ernst schrieb auch Kurzprosa, Satiren und Essays und trat mit Leseperformances auf. 2007 verfasste er gemeinsam mit Jan Schomburg das Drehbuch für das ZDF-Fernsehspiel Innere Werte. 2009 arbeitete er auf Einladung des europäischen Literaturhauses Passa Porta in Brüssel an einem niederländischsprachigen Literaturprojekt.
Er lebt in Brüssel (Belgien).

## Schriften
als Autor
- Popliteratur. Rotbuch, Hamburg 2001, ISBN 3-434-53519-5 (Rezension[3]).
  - Popliteratur. Europäische Verlagsanstalt, Hamburg 2005, ISBN 3-434-46152-3.
- Literatur und Subversion. Politisches Schreiben in der Gegenwart (= Literalität und Liminalität. Nr. 16). transcript, Bielefeld 2013, ISBN 978-3-8376-1484-8 (thomasernst.net [abgerufen am 12. April 2014]).
- Subversion – eine kleine Diskursanalyse eines vielfältigen Begriffs. In: Psychologie und Gesellschaftskritik, 32, 2008, 4, S. 9–34, urn:nbn:de:0168-ssoar-325773.

als Herausgeber
- Wissenschaft und Macht. Westfälisches Dampfboot, Münster 2004, ISBN 3-89691-581-9
- (mit Patricia Gozalbes Cantó, Sebastian Richter, Nadja Sennewald, Julia Tieke): SUBversionen. Zum Verhältnis von Politik und Ästhetik in der Gegenwart.[4] transcript, Bielefeld 2008, ISBN 978-3-89942-677-9. E-Book: ibid. transcript, Bielefeld 2015, ISBN 978-3-8394-0677-9.
- (mit Florian Neuner): Ruhrgebiet. Wieser Verlag, Klagenfurt 2009, ISBN 978-3-85129-794-2
- (mit Florian Neuner): Das Schwarze sind die Buchstaben. Das Ruhrgebiet in der Gegenwartsliteratur. Asso, Oberhausen (Rhld.) 2010, ISBN 978-3-938834-50-3
- (mit Dieter Heimböckel): Verortungen der Interkulturalität. Die Europäischen Kulturhauptstädte Luxemburg und die Großregion (2007), das Ruhrgebiet (2010) und Istanbul (2010). Transcript, Bielefeld 2012, ISBN 978-3-8376-1826-6. E-Book: ibid. transcript, Bielefeld 2014, ISBN 978-3-8394-1826-0.
- (mit Rolf Parr und Claude Dario Conter) Guy Helminger: Ein Sprachanatom bei der Arbeit. Synchron, Heidelberg 2014, ISBN 978-3-939381-69-3.
- (mit Georg Mein) Literatur als Interdiskurs. Realismus und Normalismus, Interkulturalität und Intermedialität von der Moderne bis zur Gegenwart. Wilhelm Fink, München 2016, ISBN 978-3-7705-6155-1 (Eine Festschrift für Rolf Parr zum 60. Geburtstag).